# Obereopsis subchapaensis
Obereopsis subchapaensis là một loài bọ cánh cứng trong họ Cerambycidae.